# Dan pobjede (9. svibnja)
Dan pobjede je praznik u spomen njemačke predaje u Drugom svjetskom ratu 1945. godine. Od 2019. godine spomendan je u Hrvatskoj. Obilježava se 9. svibnja.

## Obilježavanje
Prvo je uveden u petnaest republika Sovjetskog Saveza nakon što je potpisana bezuvjetna predaja nacističke Njemačke 9. svibnja prema moskovskom vremenu. Iako je praznik uveden 1945., postao je neradni dan tek 1965. godine (samo u nekim sovjetskim republikama).
U Istočnoj Njemačkoj, 8. svibnja slavljen je od 1950. do 1966. godine kao Dan oslobođenja. Ponovno je proslavljen 1985. godine na 40. obljetnicu događaja. Od 2002. godine, njemačka savezna pokrajina Mecklenburg-Zapadno Pomorje slavi Dan oslobođenja od nacionalsocijalizma i kraj Drugog svjetskog rata.
Dan pobjede danas se službeno slavi u Armeniji, Azerbajdžanu, Bjelorusiji, Bosni i Hercegovini, Bugarskoj, Crnoj Gori, Gruziji, Izraelu, Kazahstanu, Kirgistanu, Moldovi, Mongoliji, Poljskoj, Rusiji, Srbiji, Tadžikistanu, Turkmenistanu, Ukrajini i Uzbekistanu. 

## U Hrvatskoj
U Hrvatskoj se obilježava kao spomendan od 2019. godine.

## Povezano
- Dan Europe

## Vanjske poveznice
Mrežna mjesta
- Novi srebrnjak "75. obljetnica Dana pobjede nad fašizmom, 1945. – 2020.", srebrnjak Hrvatske narodne banke